# Limpsfield
Limpsfield är en ort och civil parish i Storbritannien.   Den ligger i grevskapet Surrey och riksdelen England, i den södra delen av landet, 29 km söder om huvudstaden London. Limpsfield ligger 120 meter över havet och antalet invånare är 3 680.
Terrängen runt Limpsfield är lite kuperad, och sluttar söderut. Runt Limpsfield är det tätbefolkat, med 297 invånare per kvadratkilometer. Närmaste större samhälle är Sutton, 18,0 km nordväst om Limpsfield. Trakten runt Limpsfield består i huvudsak av gräsmarker.